# Calliptamus balucha
Calliptamus balucha is een rechtvleugelig insect uit de familie veldsprinkhanen (Acrididae). De wetenschappelijke naam van deze soort is voor het eerst geldig gepubliceerd in 1938 door Boris Petrovich Uvarov.